# O'Fallon (Illinois)
O'Fallon es una ciudad ubicada en el condado de St. Clair en el estado estadounidense de Illinois. En el Censo de 2010 tenía una población de 28281 habitantes y una densidad poblacional de 754,31 personas por km².

## Geografía
O'Fallon se encuentra ubicada en las coordenadas 38°35′40″N 89°54′54″O / 38.59444, -89.91500. Según la Oficina del Censo de los Estados Unidos, O'Fallon tiene una superficie total de 37.49 km², de la cual 37.18 km² corresponden a tierra firme y (0.84%) 0.32 km² es agua.

## Demografía
Según el censo de 2010, había 28281 personas residiendo en O'Fallon. La densidad de población era de 754,31 hab./km². De los 28281 habitantes, O'Fallon estaba compuesto por el 77.34% blancos, el 15.57% eran afroamericanos, el 0.24% eran amerindios, el 2.78% eran asiáticos, el 0.1% eran isleños del Pacífico, el 0.94% eran de otras razas y el 3.03% pertenecían a dos o más razas. Del total de la población el 3.47% eran hispanos o latinos de cualquier raza.